# 4月7日
4月7日（しがつなのか）は、グレゴリオ暦で年始から97日目（閏年では98日目）にあたり、年末まではあと268日ある。

## できごと

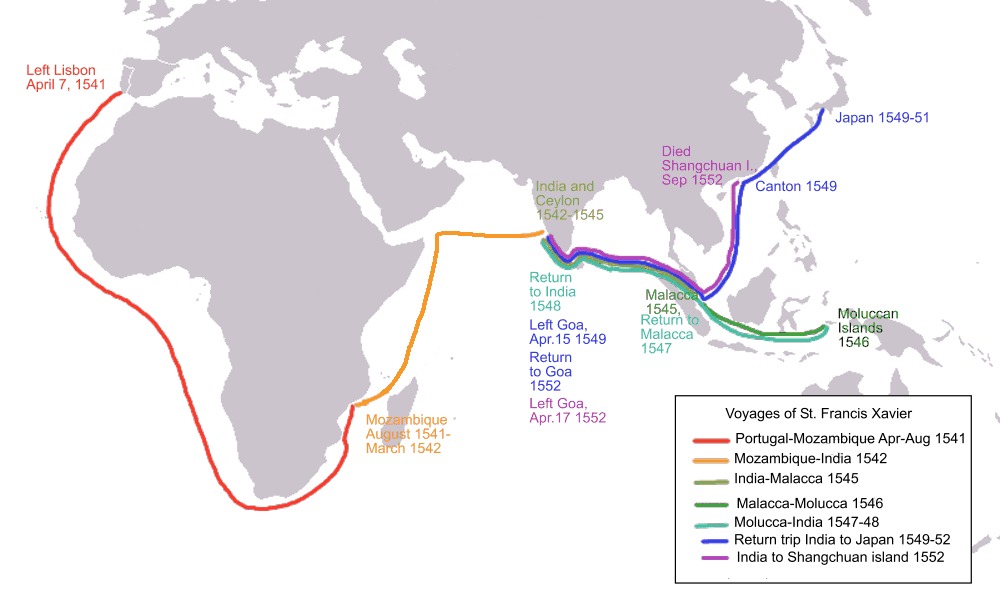
フランシスコ・ザビエル、リスボンを出発(1541)。4月7日は誕生日でもあった

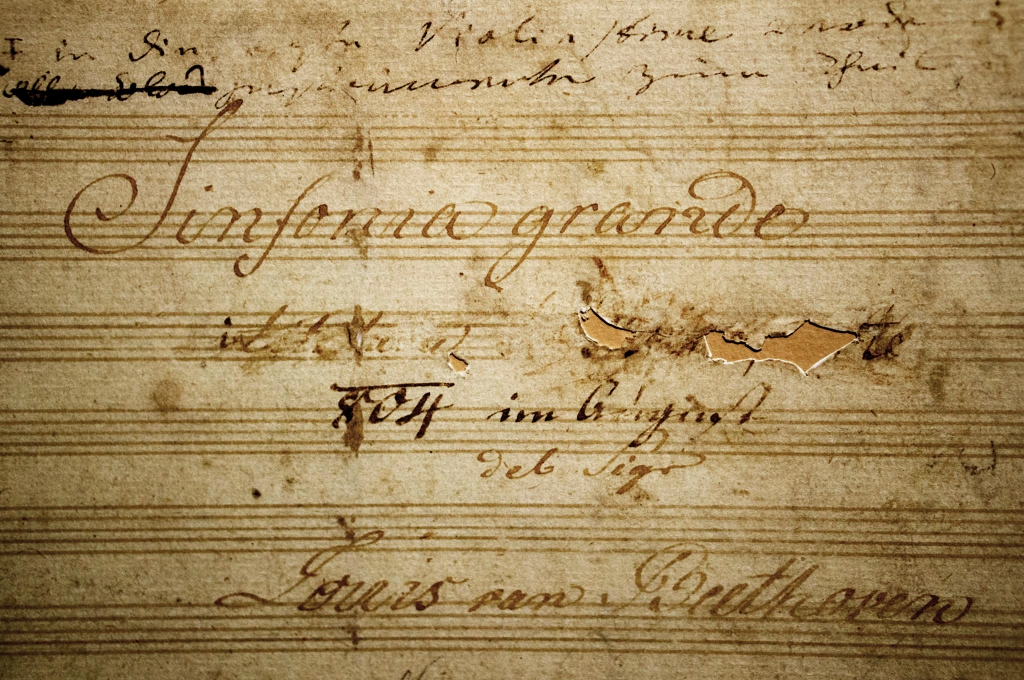
ベートーヴェンの交響曲第3番『英雄』初演(1805)

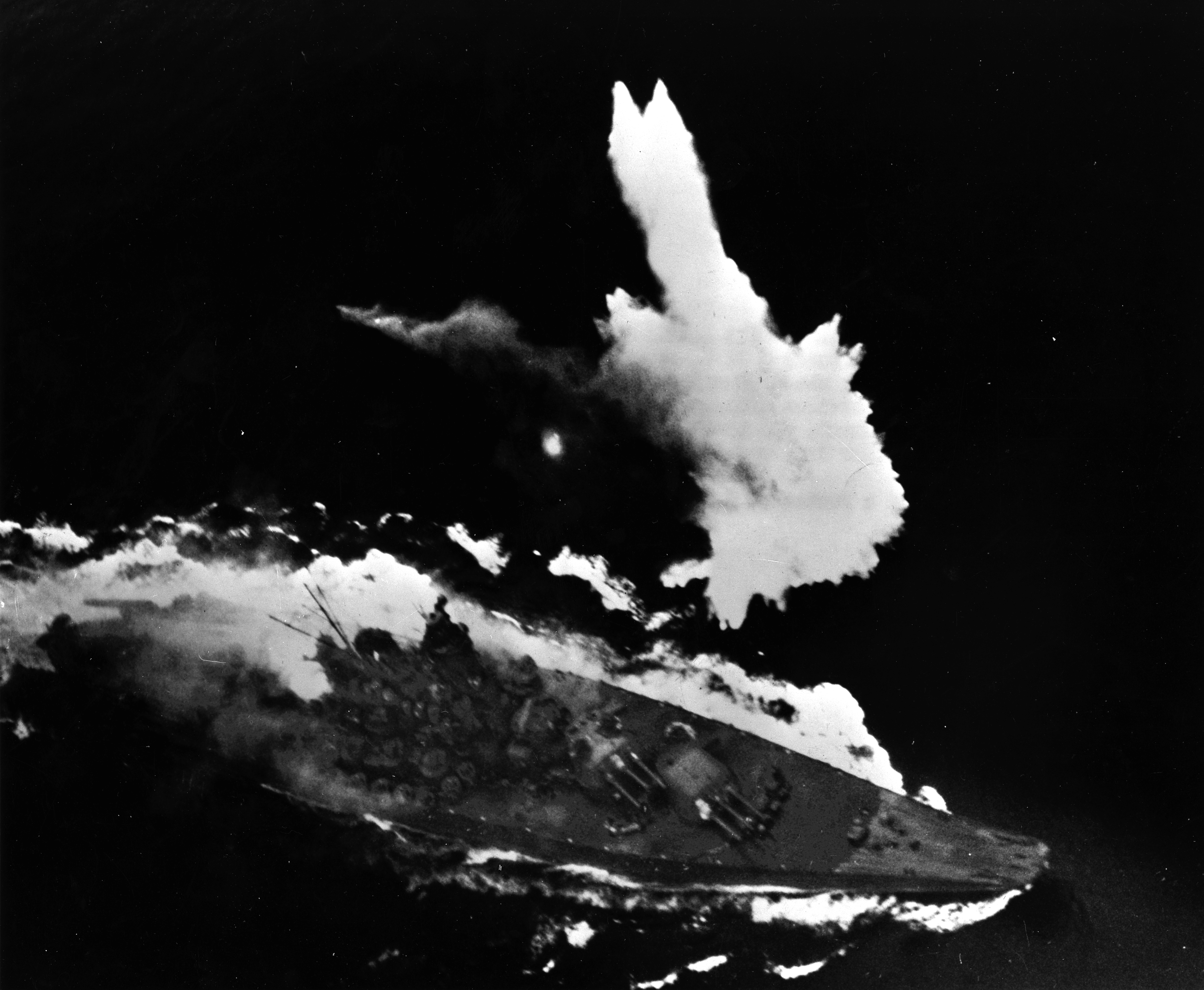
戦艦大和沈没(1945)

- 527年 - 「ローマ法大全」の「旧勅法彙纂」が公布。
- 1132年（天承2年3月13日） - 平忠盛が平氏の武士では初めて内昇殿を許される。
- 1348年 - プラハ・カレル大学創立。
- 1378年（天授4年/永和4年3月10日） - 足利義満が、京都室町に造営した室町殿（花の御所）に幕府を移転。
- 1541年 - フランシスコ・ザビエルが東アジア布教のため、リスボンを出発。
- 1724年 - バッハの『ヨハネ受難曲』がライプツィヒのトーマス教会で初演される。
- 1795年 - フランスが長さの単位としてメートルを導入。
- 1798年 - アメリカ合衆国がミシシッピ準州を創設。
- 1805年 - ベートーヴェンの交響曲第3番『英雄』が初演[1]。
- 1827年 - 薬剤師ジョン・ウォーカーが、前年に発明したマッチの販売を開始。
- 1840年（天保11年3月5日） - 江戸・河原崎座で現在の型の歌舞伎『勧進帳』を初演。
- 1868年（慶応4年3月15日） - 明治政府が五榜の掲示の高札を設置。
- 1906年 - ヴェスヴィオ火山が噴火し、ナポリに大損害を与える。
- 1906年 - 第一次モロッコ事件の終結のためのアルヘシラス会議が終了。
- 1908年 - ハーバート・ヘンリー・アスキスがイギリスの第52代首相に就任。
- 1922年 - フランス上空でダイムラー航空のデハビランド DH.18とグラン・エクスプレス航空のファルマンF.60ゴリアトが空中衝突。世界初の空中衝突事故例[2]。
- 1939年 - イタリアがアルバニアに侵攻。
- 1945年 - 第二次世界大戦: アメリカ陸軍第30歩兵師団（英語版）第117歩兵連隊（英語版）がハーメルンを占領する。
- 1945年 - 第二次世界大戦: 戦艦大和が沖縄への特攻作戦の途上、撃沈される。
- 1945年 - 鈴木貫太郎内閣が発足。
- 1947年 - 労働基準法公布。
- 1948年 - 国連により世界保健機関 (WHO) が設立される。
- 1952年 - 手塚治虫の漫画作品『鉄腕アトム』が、月刊誌『少年』で連載開始。
- 1955年 - イギリスのウィンストン・チャーチル首相が辞任。アンソニー・イーデンが第64代首相に就任。
- 1956年 - スペインが、セウタ・メリリャ・イフニ・タルファヤを除くモロッコにある保護領を放棄。
- 1963年 - ユーゴスラビアが国名を「ユーゴスラヴィア社会主義連邦共和国」に改称し、チトーが終身大統領に就任。
- 1963年 - NHK大河ドラマ第1作『花の生涯』が放送開始。
- 1964年 - IBMがSystem/360を発表。
- 1966年 - 千葉大学医学部附属病院の医局員を、チフス菌の人体実験をした容疑で逮捕。
- 1968年 - 神戸高速鉄道東西線、南北線が開業。阪急電鉄・阪神電気鉄道・山陽電気鉄道が東西線への乗り入れを通じて相互直通運転開始。神戸電鉄が南北線に乗り入れ開始。
- 1969年 - 1968年10月11日より発生した連続ピストル射殺事件（警察庁広域重要指定108号事件）の犯人・永山則夫が逮捕される。
- 1969年 - スティーブ・クロッカーがRFC 1を発表。
- 1971年 - 名古屋で開かれた世界卓球選手権に中華人民共和国チームが初参加。これをきっかけに、中国がアメリカチームを中国に正式招待し、ピンポン外交の始まりとなる。
- 1976年 - 華国鋒が中華人民共和国国務院総理（首相）に就任。鄧小平副首相が全ての職務を剥奪される。
- 1977年 - 東急新玉川線（現在は田園都市線の一部）・渋谷 - 二子玉川が開業。
- 1979年 - 江川事件: セントラル・リーグ開幕戦当日、一旦阪神に入団した江川卓の巨人への移籍が発表。
- 1979年 - 名古屋テレビでテレビアニメ『機動戦士ガンダム』放送開始。1980年1月まで。
- 1980年 - 1979年11月のイランアメリカ大使館人質事件により、アメリカはイランと国交を断絶、経済制裁を発動。
- 1983年 - STS-6にて、ストーリー・マスグレーブ（英語版）とドナルド・H・ピーターソン（英語版）が史上初めてスペースシャトルからの宇宙遊泳を行う。
- 1986年 - TBSラジオのワイド番組『大沢悠里のゆうゆうワイド』が放送開始。2016年4月8日の放送終了まで30年続く長寿番組となる。
- 1989年 - ソ連の原子力潜水艦コムソモレツが、ノルウェー沿岸のバレンツ海で火災を起こし、沈没。乗員42名が死亡。
- 1992年 - ボスニア・ヘルツェゴビナ紛争: フォチャの虐殺がはじまる。
- 1994年 - フェデックス705便ハイジャック未遂事件。
- 1995年 - ワルシャワ地下鉄開業。
- 1997年 - 京急本線京急田浦 - 安針塚間で土砂崩れによる脱線事故が発生。
- 2001年 - 火星表面を構成する多くの化学元素と鉱物の分布を示す初の世界地図の作成を目的に含んだ長期火星探査機「マーズ・オデッセイ」が打ち上げられる[3]。
- 2003年 - 宝塚ファミリーランド閉園。
- 2004年 - イラク日本人人質事件: イラクで日本人3人が身柄を拘束される。4月15日に3名とも無事に解放。
- 2011年 - 日本標準時23時32分、東北地方太平洋沖地震の余震とされるマグニチュード7.1の地震が発生[4]。宮城県内で震度6強を記録。
- 2017年 - ストックホルムでトラックによるテロ事件が発生し、4人が死亡、15人が負傷した[5]。
- 2019年 - 日本時間の午前8時59分42秒にGPSの内部時計がオーバーフローして0に戻る（1999年8月22日についで2度目、UTCでは4月6日23時59分42秒)
- 2020年 - 新型コロナウイルス感染症（COVID-19）の世界的な拡大により、東京都・神奈川県・埼玉県・千葉県・大阪府・兵庫県・福岡県の1都1府5県で、緊急事態宣言が発令される[6]。

## 誕生日

### 人物

宣教師フランシスコ・ザビエル(1506-1552)誕生。1541年の4月7日に東アジアの布教へと旅立った。

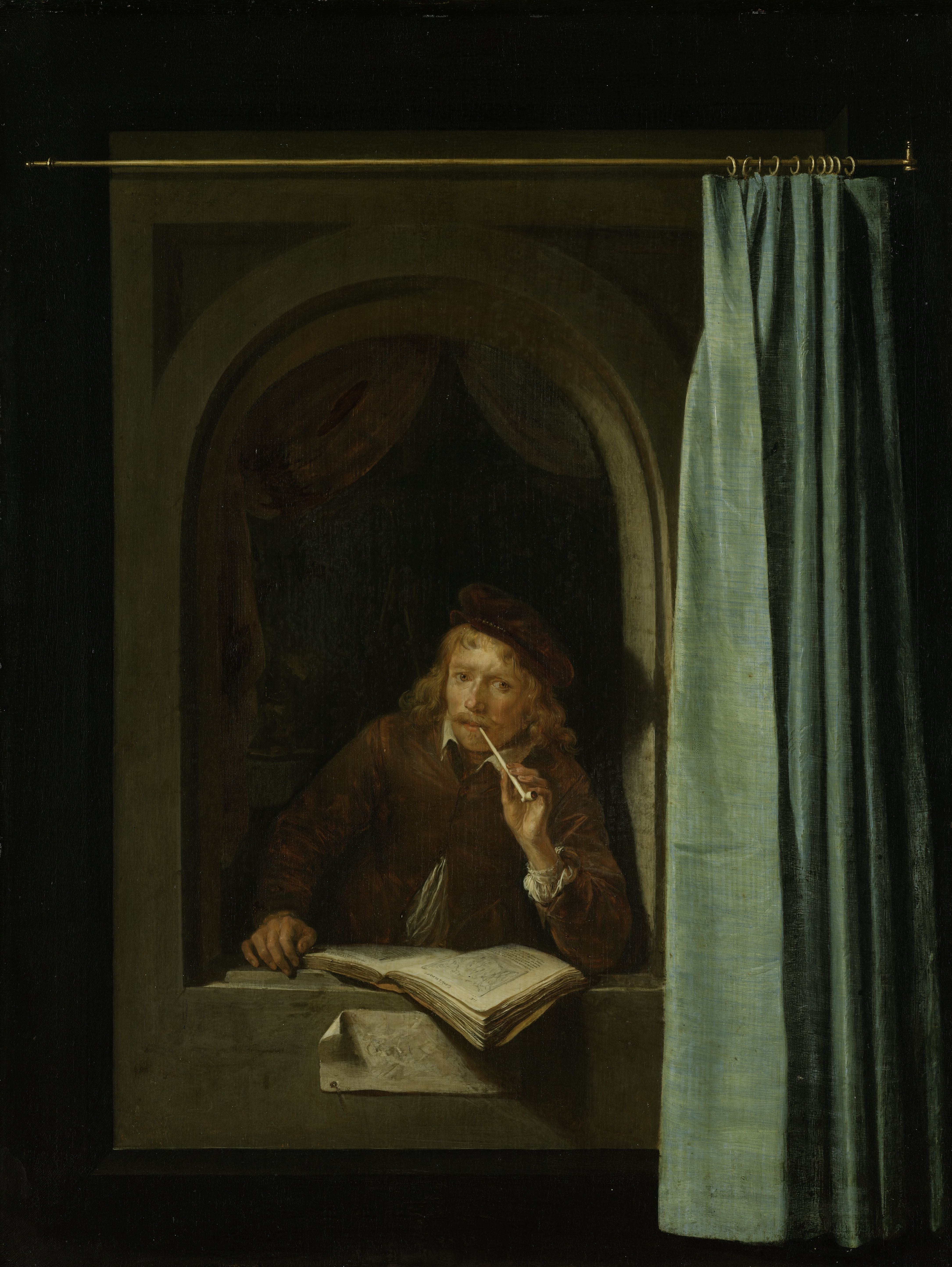
画家ヘラルト・ドウ(1613-1675)誕生。画像は自画像。

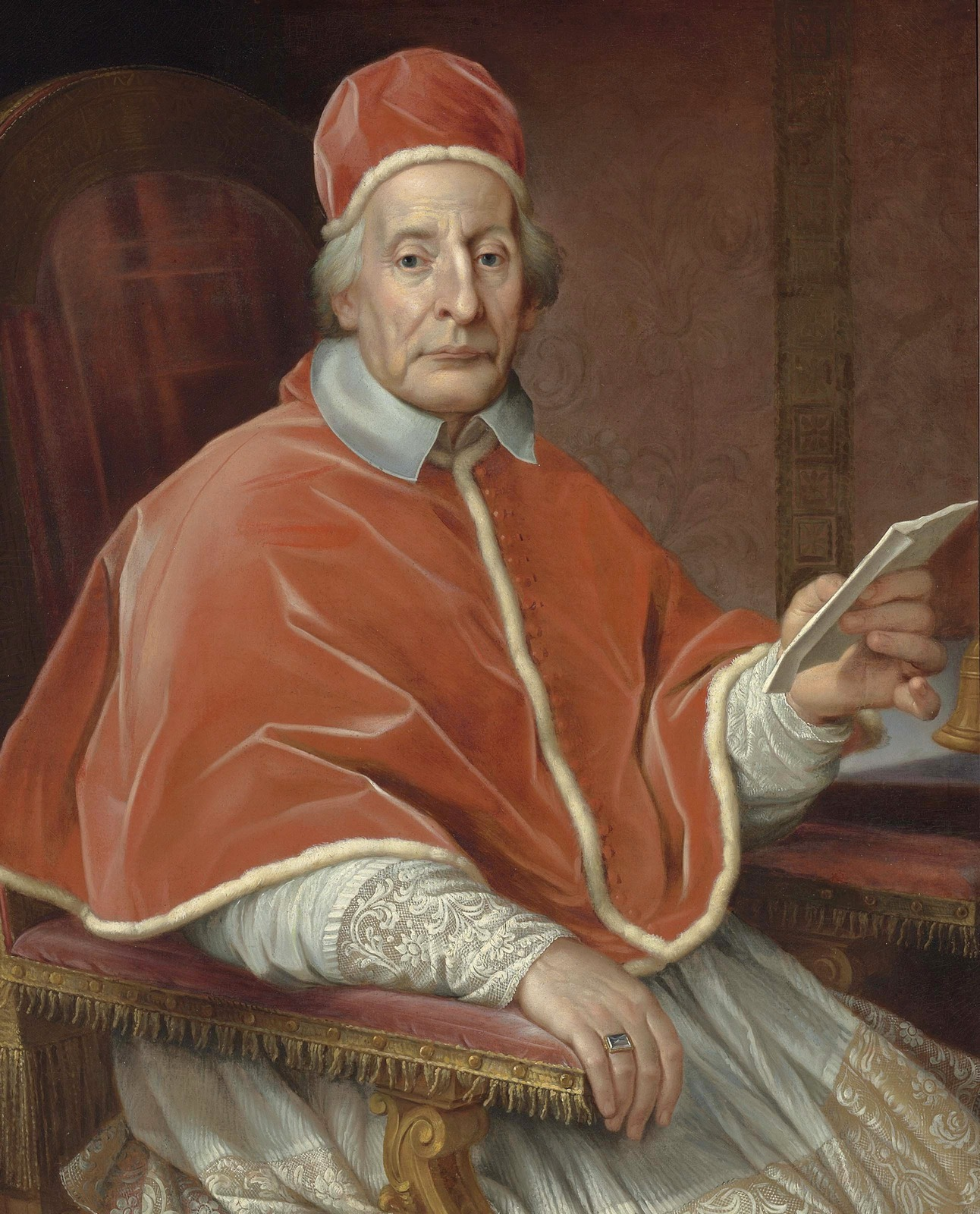
第246代 ローマ教皇クレメンス12世(1652-1675)誕生。

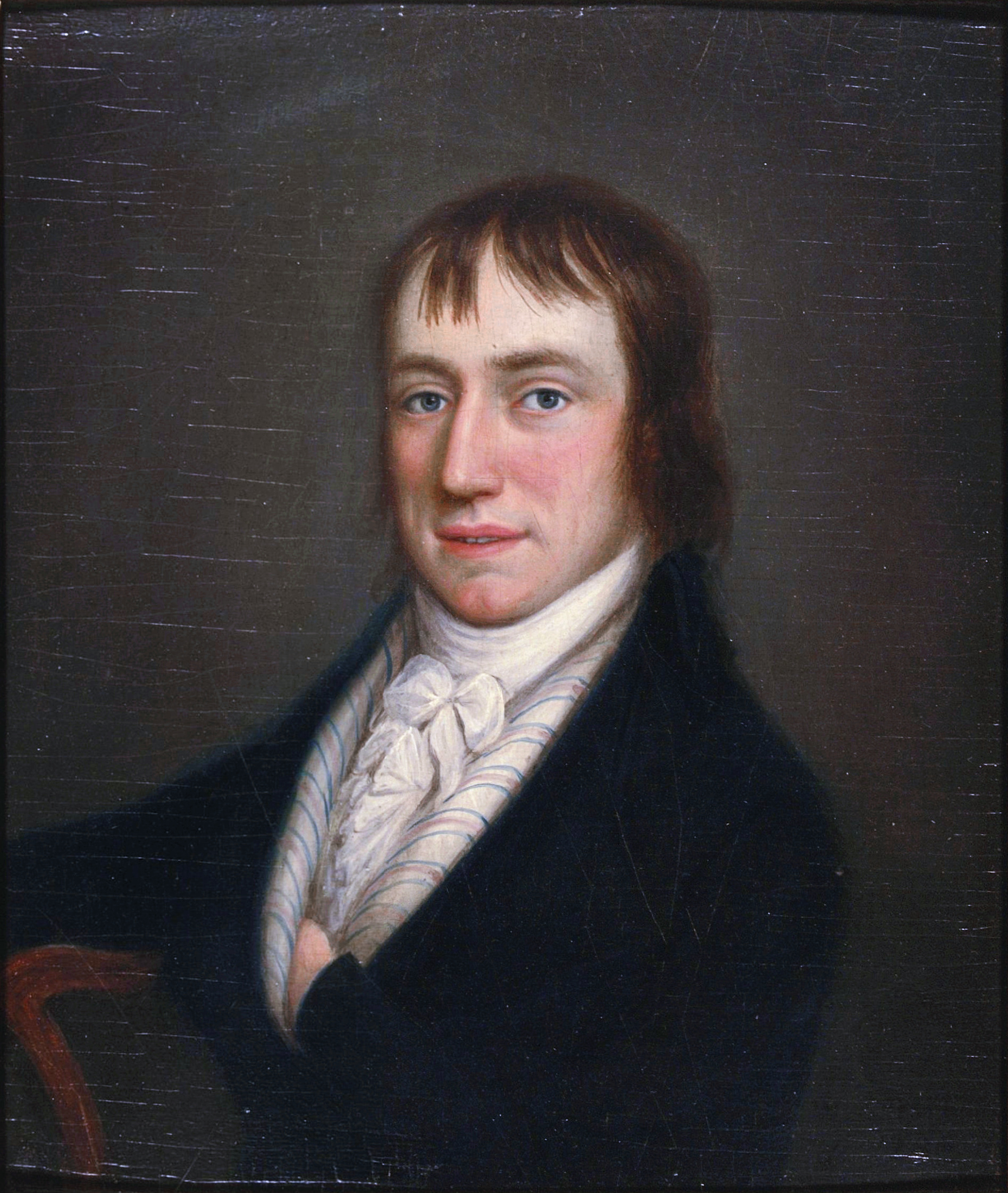
桂冠詩人ウィリアム・ワーズワース(1770-1850)誕生。

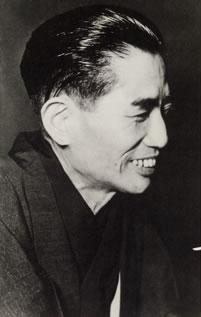
作曲家、宮城道雄(1894-1956)誕生。代表作「春の海」(1929)

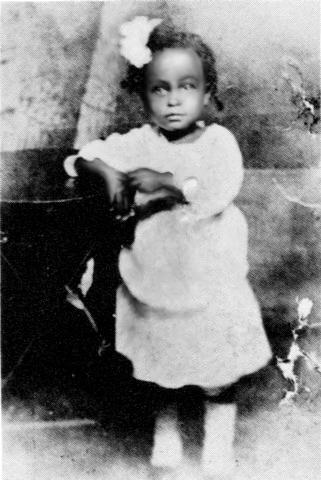
ジャズシンガー、ビリー・ホリデイ(1915-1959)誕生。黒人として差別される中で『奇妙な果実』(1939)を歌った。

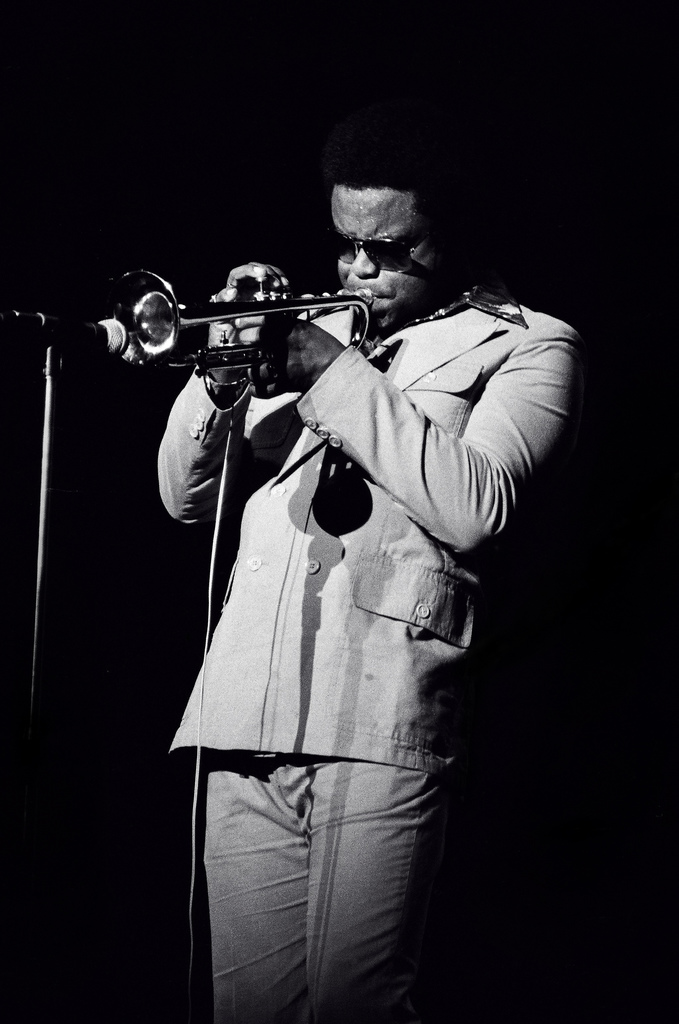
トランペット奏者フレディ・ハバード(1938-2008)誕生。

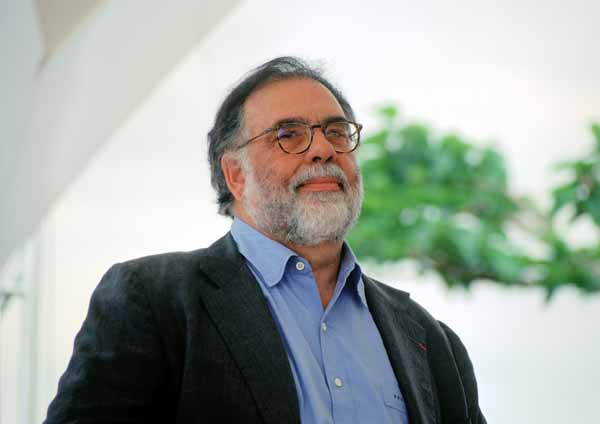
映画監督フランシス・フォード・コッポラ(1939-)誕生。代表作『ゴッドファーザー』シリーズ。

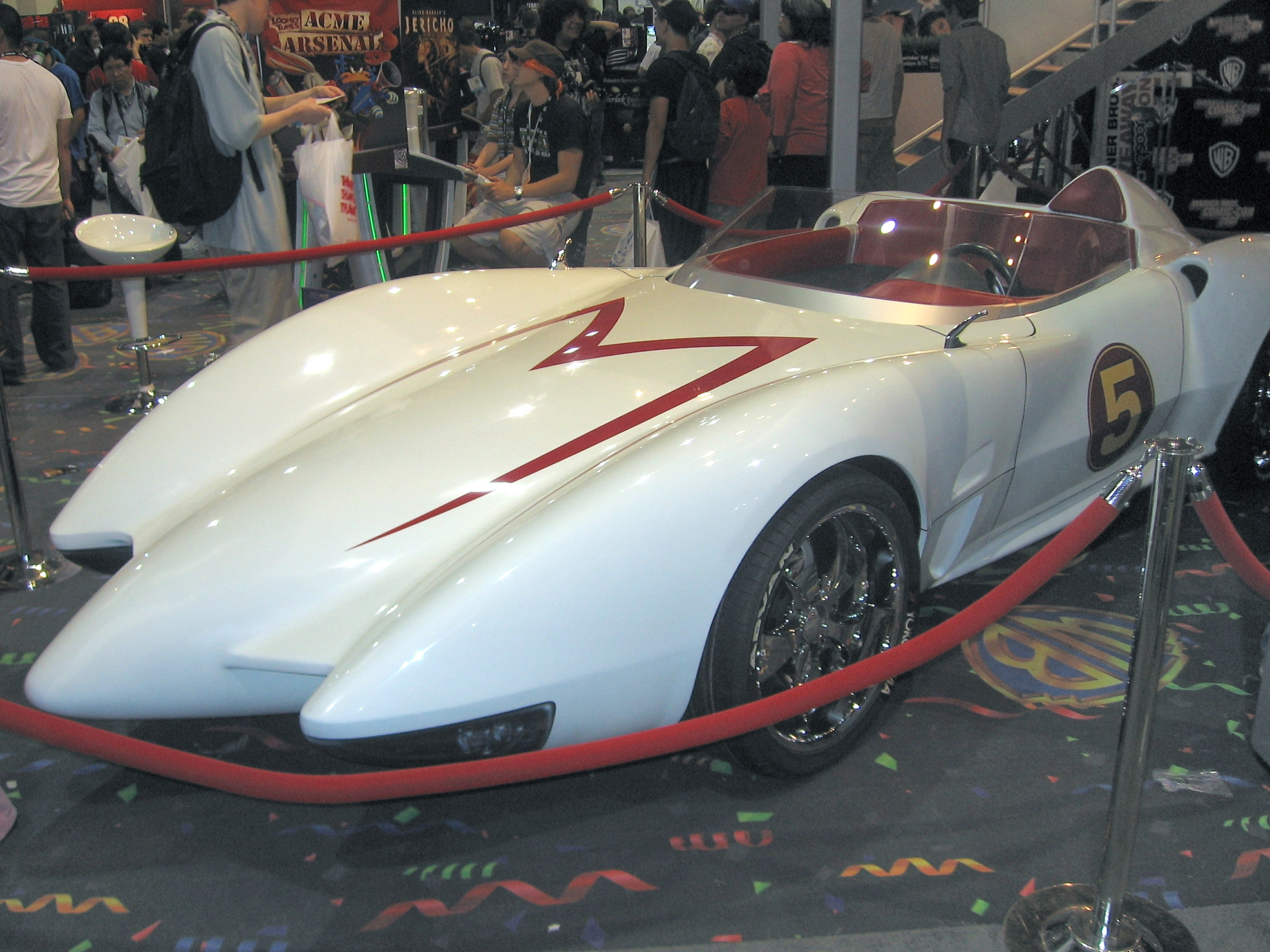
アニメ美術監督中村光毅(1944-2011)誕生。「宇宙エース」、「マッハGoGoGo」、「機動戦士ガンダム」、「風の谷のナウシカ」などの美術に携わったメカニックデザイナーの第一人者。画像は実写映画用「マッハ号」

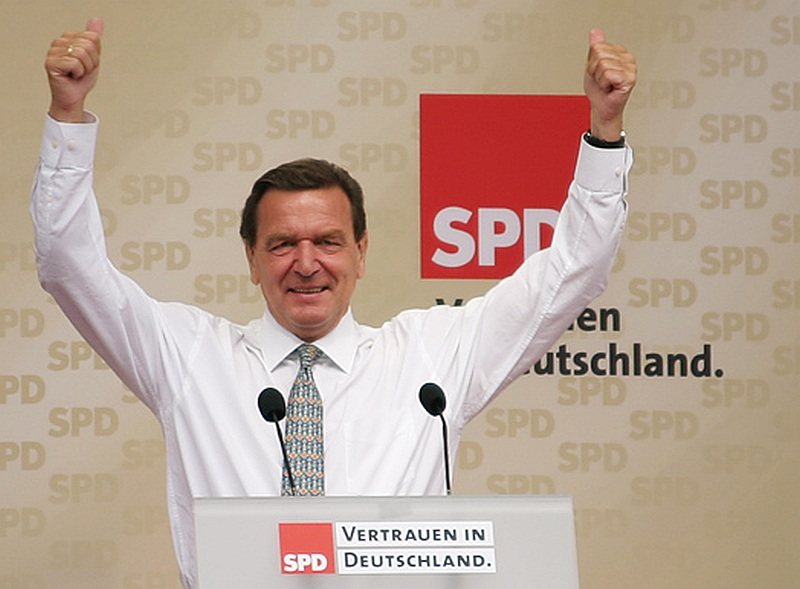
ドイツ第7代連邦首相、ゲアハルト・シュレーダー(1944-)誕生。

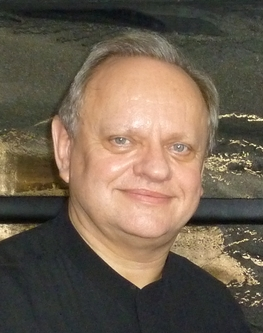
フランス料理のシェフジョエル・ロブション(1945-2018)誕生。

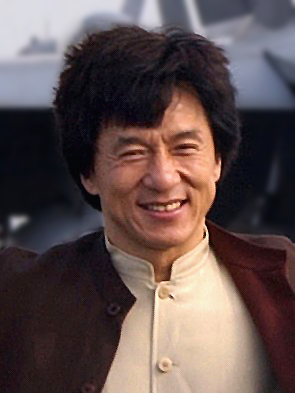
映画俳優ジャッキー・チェン(1954-)誕生。

- 1506年 - フランシスコ・ザビエル、イエズス会宣教師（+ 1552年）
- 1613年 - ヘラルト・ドウ、画家（+ 1675年）
- 1629年 - フアン・ホセ・デ・アウストリア、軍人（+ 1679年）
- 1652年 - クレメンス12世、第246代ローマ教皇（+ 1740年）
- 1720年（享保5年2月30日） - 徳川宗将、紀伊国紀州藩主（+ 1765年）
- 1727年 - ミシェル・アダンソン、植物学者（+ 1806年）
- 1752年（宝暦2年2月23日） - 柳沢信有、越後国黒川藩主（+ 1797年）
- 1770年 - ウィリアム・ワーズワース、詩人（+ 1850年）
- 1772年 - シャルル・フーリエ、社会思想家（+ 1837年）
- 1773年（安政2年3月16日） - 牧野康儔、信濃国小諸藩主（+ 1800年）
- 1786年 - ウィリアム・R・キング、第13代アメリカ合衆国副大統領（+ 1853年）
- 1809年 - ジェームズ・グレーシャー、気象学者（+ 1903年）
- 1833年（天保4年2月18日） - 前田利義、加賀国大聖寺藩主（+ 1855年）
- 1836年 - トーマス・ヒル・グリーン、哲学者（+ 1882年）
- 1847年 - イエンス・ペーター・ヤコブセン、詩人、小説家（+ 1885年）
- 1860年 - ジョルジュ・ビゴー、画家、漫画家（+ 1927年）
- 1861年 - 阿部宇之八、ジャーナリスト（+ 1924年）
- 1871年 - 帆足準三、朝鮮総督府官僚（+ 1913年）
- 1873年 - ジョン・マグロー、元プロ野球選手（+ 1934年）
- 1874年 - 鈴木梅太郎、化学者（+ 1943年）
- 1875年 - 岩田宙造、政治家（+ 1966年）
- 1882年 - 小川未明、小説家、児童文学者（+ 1961年）
- 1883年 - ジーノ・セヴェリーニ、画家（+ 1966年）
- 1884年 - ブロニスワフ・マリノフスキ、人類学者（+ 1942年）
- 1886年 - エミリオ・プジョル、作曲家、ギタリスト（+ 1980年）
- 1889年 - ガブリエラ・ミストラル、詩人（+ 1957年）
- 1894年 - 宮城道雄、作曲家、箏曲家（+ 1956年）
- 1899年 - ロベール・カサドシュ、ピアニスト、作曲家（+ 1972年）
- 1902年 - 村上勇、政治家（+ 1991年）
- 1904年 - 木村毅一、物理学者（+ 1992年）
- 1907年 - レ・ズアン、革命家、政治家（+ 1986年）
- 1907年 - 始関伊平、政治家（+ 1991年）
- 1908年 - パーシー・フェイス、作曲家、指揮者（+ 1976年）
- 1910年 - 斯波四郎、小説家（+ 1989年）
- 1914年 - 坪内道典、元プロ野球選手（+ 1997年）
- 1915年 - ビリー・ホリデイ、ジャズ歌手（+ 1959年）
- 1915年 - ヘンリー・カットナー、SF作家（+ 1958年）
- 1916年 - 中村彰、俳優（+ 1969年）
- 1918年 - 伊藤治夫、元プロ野球選手
- 1920年 - ラヴィ・シャンカル、ミュージシャン、シタール奏者（+ 2012年）
- 1924年 - 團伊玖磨、作曲家、エッセイスト（+ 2001年）
- 1924年 - ダニエル・エミルフォーク、俳優（+ 2006年）
- 1926年 - 麻生美代子、声優（+ 2018年）
- 1928年 - アラン・J・パクラ、映画監督（+ 1998年）
- 1928年 - ジェームズ・ガーナー、俳優（+ 2014年）
- 1930年 - 竹村健一、政治評論家（+ 2019年）
- 1930年 - ロバート・マッカーサー、生態学者（+ 1972年）
- 1931年 - 西村暹、生化学者、分子生物学者（+ 2022年）
- 1931年 - ドナルド・バーセルミ、小説家（+ 1989年）
- 1931年 - 田中茂樹、元陸上競技選手（+ 2022年）
- 1934年 - 伊東一雄、野球評論家（+ 2002年）
- 1934年 - 高田宏治、脚本家
- 1934年 - イアン・リチャードソン、俳優（+ 2007年）
- 1936年 - 岩崎泰頴、地質学者
- 1937年 - 長谷邦夫、漫画家（+ 2018年）
- 1938年 - フレディ・ハバード、ジャズトランペット奏者（+ 2008年）
- 1939年 - フランシス・フォード・コッポラ、映画監督
- 1939年 - 東京ぼん太、コメディアン（+ 1986年）
- 1940年 - 安部和春、元プロ野球選手（+ 2023年）
- 1942年 - ジョエル・ドーン、音楽プロデューサー（+ 2007年）
- 1942年 - 才所俊郎、元プロ野球選手
- 1944年 - 小林誠、物理学者
- 1944年 - 雑賀幸男、元プロ野球選手
- 1944年 - 中村光毅、メカデザイナー、アニメーション美術監督（+ 2011年）
- 1944年 - ゲアハルト・シュレーダー、第7代ドイツ連邦首相
- 1944年 - デービッド・ダナ・クラーク、コンピューター学者
- 1945年 - ジョエル・ロブション、フランス料理シェフ（+ 2018年）
- 1946年 - 加藤修一、実業家、元ケーズホールディングス代表取締役社長
- 1946年 - スタン・ウィンストン、特殊メイクアーティスト（+ 2008年）
- 1947年 - フローリアン・シュナイダー、ミュージシャン（クラフトワーク）
- 1948年 - アーニー・ロビンソン、元陸上競技選手（+ 2020年）
- 1948年 - ジョン・オーツ、ミュージシャン（ダリル・ホール&ジョン・オーツ）
- 1949年 - フェルナンド・ジョルト、画家（+ 2018年）
- 1950年 - 安部慎一、漫画家
- 1950年 - 三宅博、政治家（+ 2017年）
- 1951年 - ジャニス・イアン、シンガーソングライター
- 1952年 - 山本容子、版画家
- 1952年 - 池内豊、元プロ野球選手
- 1953年 - 甲斐よしひろ、ミュージシャン
- 1953年 - 吉田美奈子、ミュージシャン
- 1953年 - 山形和幸、元プロ野球選手
- 1954年 - SYUFO、漫画家
- 1954年 - ジャッキー・チェン、映画俳優
- 1954年 - 木本茂美、元プロ野球選手
- 1955年 - 西野朗、元サッカー選手、指導者
- 1955年 - 康京和、外交官
- 1956年 - 夢野一子、漫画家
- 1956年 - 谷宏明、元プロ野球選手
- 1956年 - 中川惣一、元プロ野球選手
- 1958年 - 安達忍、声優
- 1958年 - 青島健太、元プロ野球選手
- 1959年 - 菊池省三、教育者
- 1960年 - ジェームス・ダグラス、プロボクサー
- 1960年 - ノルベルト・シュラム、フィギュアスケート選手
- 1961年 - 田中カレン、作曲家
- 1961年 - 森脇稔、高校野球指導者
- 1962年 - 前葉泰幸、政治家、津市長
- 1963年 - 横谷彰将、元プロ野球選手
- 1963年 - デーブ・ジョンソン、陸上競技選手
- 1964年 - 山岡三子、テレビキャスター
- 1964年 - ラッセル・クロウ、映画俳優
- 1964年 - カルロス・トシキ、歌手（カルロス・トシキ&オメガトライブ）
- 1965年 - 小林靖子、脚本家
- 1965年 - 安田淳、テレビプロデューサー
- 1966年 - 木村幹、国際政治学者
- 1966年 - 陽気婢、漫画家
- 1967年 - 平澤真希、作曲家、ピアニスト
- 1967年 - 宇徳敬子、歌手
- 1967年 - ボド・イルクナー、サッカー選手
- 1968年 - 本仁戻、漫画家
- 1968年 - 神山雄一郎、競輪選手、自転車競技選手
- 1969年 - 新堂敦士、歌手
- 1969年 - 河島正、漫画家（+ 2010年）
- 1969年 - ヴァディム・ナウモフ、フィギュアスケート選手（+ 2025年）
- 1970年 - 赤堀元之、元プロ野球選手
- 1970年 - レイフ・オヴェ・アンスネス、ピアニスト
- 1971年 - ヒデ 、お笑いタレント（ペナルティ）
- 1971年 - 斎藤誠、調教師
- 1971年 - 山口弘美、女優、歌手
- 1971年 - ヴィクター・クラーツ、フィギュアスケート選手
- 1972年 - 葛山信吾、俳優
- 1972年 - 志賀大士、テレビプロデューサー、元アナウンサー
- 1972年 - 高木広子、美容研究家、元アナウンサー
- 1972年 - 浅野美希、三味線奏者
- 1973年 - マルコ・デルヴェッキオ、元サッカー選手
- 1974年 - 栗原美季、アナウンサー
- 1974年 - 伊藤優津樹、元サッカー選手
- 1975年 - 有坂美裕、シンガーソングライター
- 1975年 - 小野晋吾、元プロ野球選手
- 1975年 - 河本準一、お笑いタレント（次長課長）
- 1975年 - ロニー・ベリアード、元プロ野球選手
- 1977年 - 田中有紀美、女優、歌手
- 1977年 - 佐藤雅俊、ベーシスト（ACIDMAN）
- 1978年 - 宮越徹、元プロ野球選手
- 1978年 - ダンカン・ジェイムス、ミュージシャン
- 1979年 - 浜田ブリトニー、漫画家、タレント
- 1979年 - 平野恵一、元プロ野球選手
- 1979年 - ニコール・フィオレンティーノ、ミュージシャン
- 1979年 - エイドリアン・ベルトレ、元プロ野球選手
- 1980年 - 玉山鉄二、俳優
- 1980年 - 竹財輝之助、俳優
- 1980年 - 福岡サヤカ、女優、タレント
- 1981年 - HITOE、歌手（SPEED）
- 1981年 - 鈴菌カリオ、漫画家
- 1981年 - 黒河貴矢、元サッカー選手
- 1981年 - クリス・アルドワン、アコーディオン奏者、歌手
- 1982年 - 黒川春樹、野球指導者
- 1982年 - 菅良太郎、お笑い芸人（パンサー）
- 1982年 - 山田香菜子、アナウンサー、書家
- 1982年 - 西嶋弘之、元サッカー選手
- 1982年 - 秋本真吾、元陸上競技選手
- 1983年 - 枝並千花、ヴァイオリニスト
- 1983年 - 山口恵、アナウンサー
- 1983年 - 鬼崎裕司、元プロ野球選手
- 1983年 - フランク・リベリ、サッカー選手
- 1984年 - 島袋寛子、歌手（SPEED）
- 1984年 - レナト・ヤンバエフ、サッカー選手
- 1984年 - 前田友理香、タレント（元トリコロール）
- 1984年 - 上田慎一郎、映画監督
- 1985年 - MiChi、歌手
- 1985年 - アントニー・クラストゥス、騎手
- 1985年 - 立川大和、元子役
- 1985年 - 佐藤聖也、元騎手
- 1985年 - 成宮真希、元プロレスラー
- 1986年 - 羅嘉仁、プロ野球選手
- 1986年 - シウォン、歌手、俳優（SUPER JUNIOR）
- 1987年 - 橋本航介、アナウンサー
- 1988年 - 倉貫まりこ、元グラビアアイドル、元女優
- 1988年 - 猪狩佑貴、元サッカー選手
- 1988年 - 斎藤陽介、元サッカー選手
- 1988年 - 遠藤康、サッカー選手
- 1988年 - 安田衣里、プロビーチバレーボール選手、実業家
- 1989年 - 三上真奈、アナウンサー
- 1989年 - 木谷良平、元プロ野球選手
- 1989年 - ケビン・シャッケルフォード、プロ野球選手
- 1990年 - 越智亮介、サッカー選手
- 1990年 - ソラナ・チルステア、テニスプレーヤー
- 1990年 - ロベルタ・ロデギエーロ、フィギュアスケート選手
- 1991年 - アン・マリー、歌手
- 1992年 - キローラン木鈴、サッカー選手
- 1992年 - キローラン菜入、サッカー選手
- 1992年 - 船崎良、俳優
- 1993年 - 逸ノ城駿、元大相撲力士
- 1994年 - 木下勲、プロバスケットボール選手
- 1994年 - 子出藤歩夢、スノーボード選手
- 1994年 - 南雲穂波、アナウンサー、気象予報士
- 1994年 - 加藤久典、元バレーボール選手
- 1995年 - 内田有咲、女優
- 1997年 - 岩田智輝、サッカー選手
- 1997年 - 岩本和希、サッカー選手
- 1998年 - 松本梨菜、女優
- 1998年 - 白石真菜、声優、アイドル（元ラストアイドル）
- 1999年 - 夕美しおん、AV女優
- 1999年 - 福戸あや、アナウンサー
- 2000年 - 万波中正、プロ野球選手
- 2000年 - 三浦大輝、プロ野球選手
- 2001年 - 中野あいみ、ファッションモデル、アイドル（元ふわふわ）
- 2001年 - 廣瀨隆太、プロ野球選手
- 2002年 - 石橋蛍、元アイドル（元SUPER☆GiRLS）
- 2003年 - イ・ウジン、アイドル (TEEN TEEN、GHOST9)
- 2004年 - みとゆな、モデル、タレント
- 2005年 - 辻口由奈、元子役
- 2006年 - スターキングデリシャス、アイドル（りんご娘）
- 生年不詳 - 藤崎里菜、女優、グラドル
- 生年不詳 - 彩綾、モデル
- 生年不詳 - 三角笑里、アイドル
- 生年不詳 - 夢みどり[8]、歌手
- 生年不詳 - 志乃宮風子、声優
- 生年不詳 - 可歌まと、漫画家
- 生年不詳 - 若井ケン、漫画家

### 人物以外（動物など）
- 1924年 - シアンモア、競走馬（+ 1953年）
- 1935年 - スゲヌマ、競走馬（+ 没年不詳）
- 1946年 - シラオキ、競走馬（+ 1973年）
- 1968年 - ナスノカオリ、競走馬（+ 1997年）
- 1980年 - ミスターシービー、競走馬、種牡馬（+ 2000年）
- 1983年 - トニービン、競走馬（+ 2000年）
- 1984年 - シンウインド、競走馬（+ 2013年）
- 1985年 - シーキングザゴールド、競走馬（+ 2016年）
- 1988年 - リターンエース、競走馬（+ 1999年）
- 1989年 - エルカーサリバー、競走馬
- 1989年 - ゴールドマウンテン、競走馬
- 1989年 - サンエイサンキュー、競走馬（+ 1994年）
- 1991年 - ノーブルグラス、競走馬
- 1993年 - マウンテンストーン、競走馬
- 1994年 - ザミンダー、競走馬
- 1995年 - アメリカンボス、競走馬（+ 2018年）
- 1998年 - ダービーレグノ、競走馬（+ 2004年）
- 2002年 - メイショウトウコン、競走馬
- 2005年 - カムジン、競走馬
- 2006年 - サマーバード、競走馬（+ 2013年）
- 2006年 - ダノンヨーヨー、競走馬

## 忌日

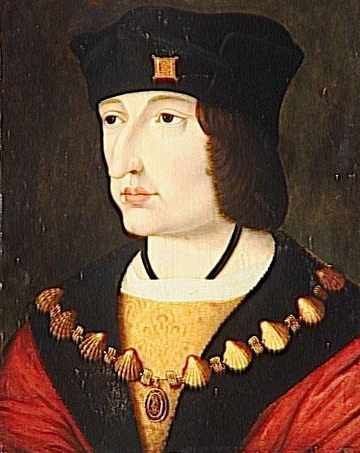
ヴァロワ朝の温情王シャルル8世(1470-1498)没。

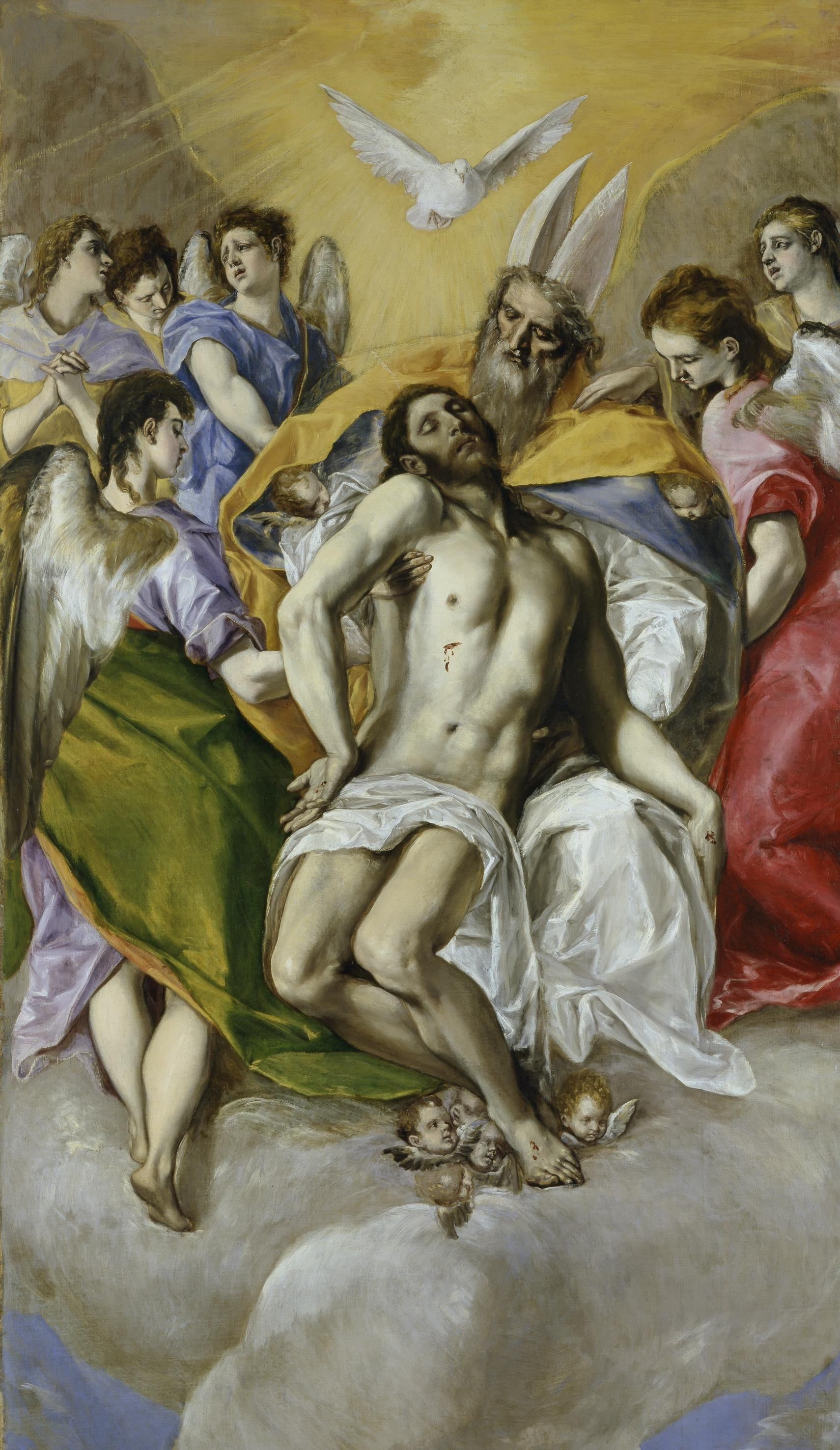
画家エル・グレコ(1541-1614)没。画像は『三位一体』(1577-1579)

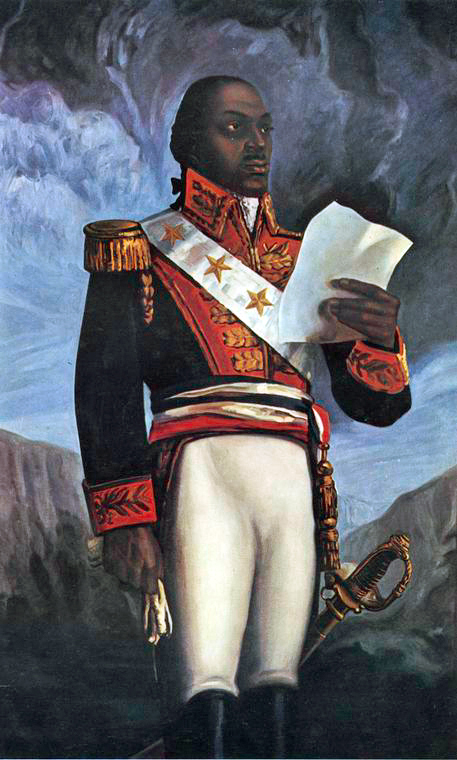
ハイチ独立運動の指導者トゥーサン・ルーヴェルチュール(1739-1743))獄中死。

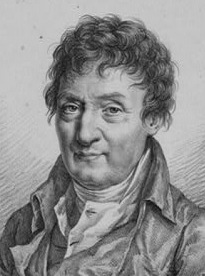
シャルルの法則を発見した物理学者ジャック・シャルル(1746-1823)没。画像はジュリアン・レオポルト・ボイルによるシャルルの肖像画。

- 772年 ‐ 道鏡、法王（* 700年）

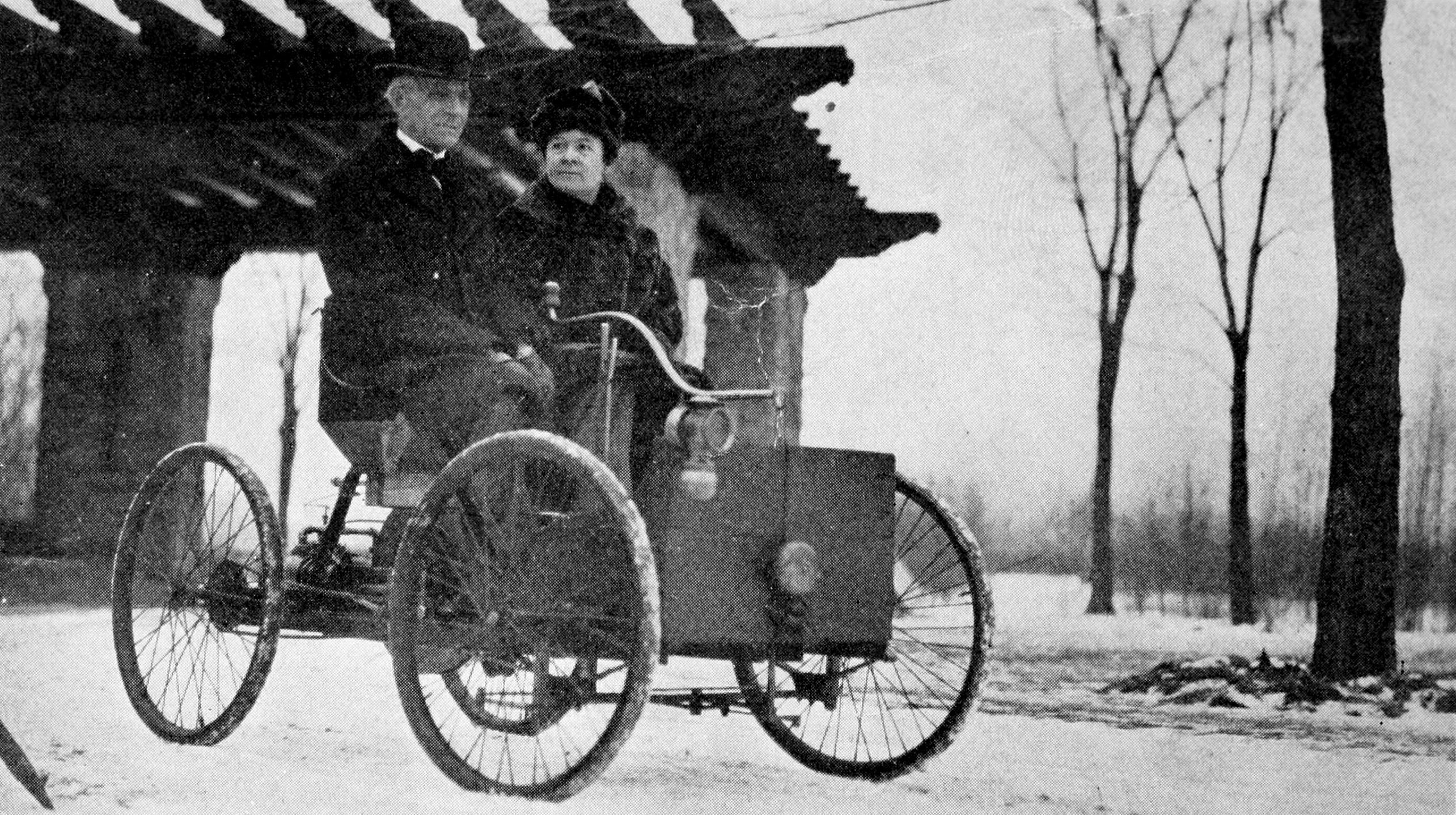
フォード・モーター創業者ヘンリー・フォード(1863-1947)没。画像は自作の4輪自動車に乗るフォード夫妻。

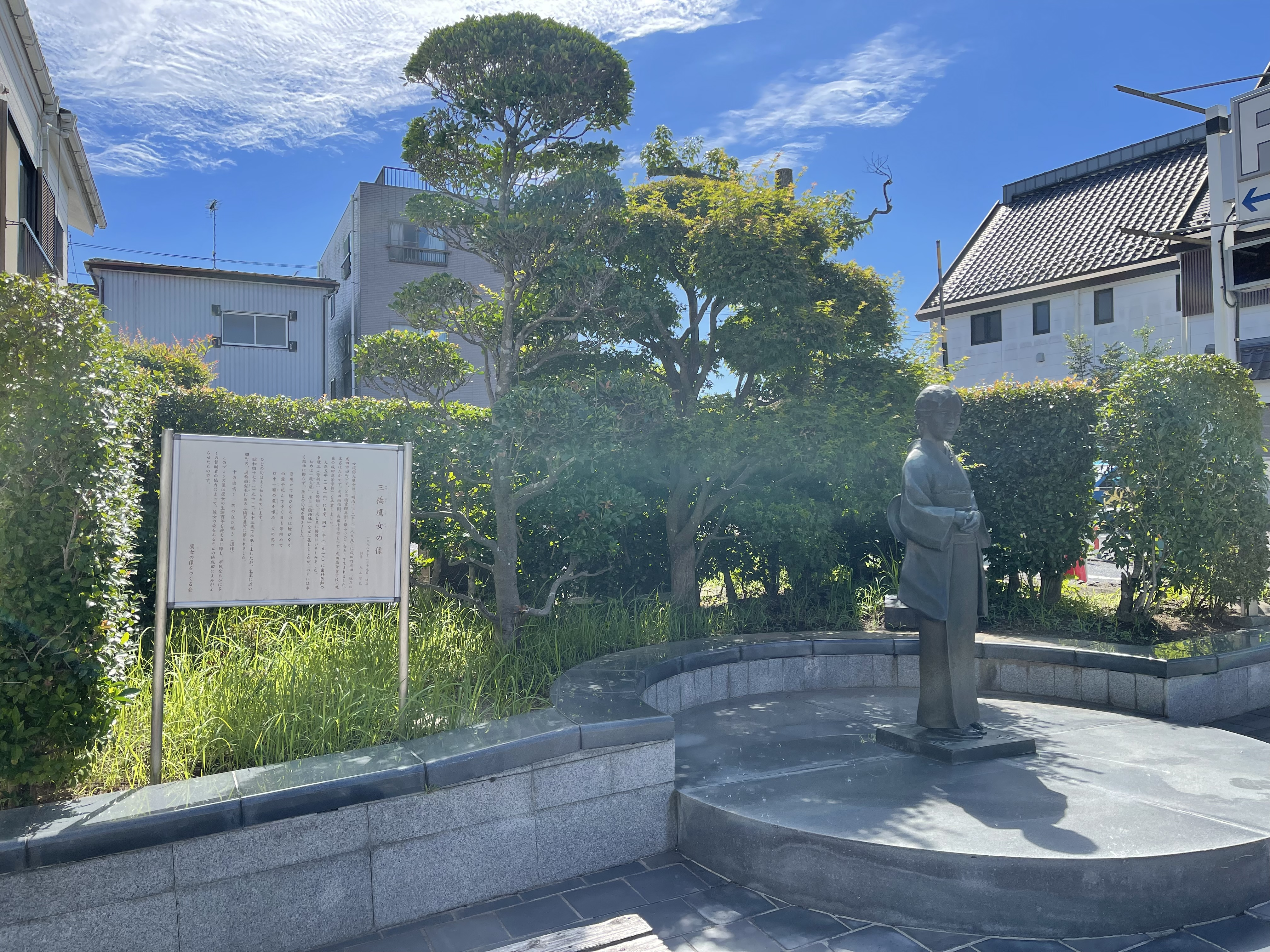
詩人三橋鷹女(1899-1972)没。昭和期に活躍した中村汀女・星野立子・橋本多佳子とともに4Tと称された。画像は成田山新勝寺の表参道に立つ銅像。

- 1234年 - サンチョ7世、ナバラ王（* 1154年）
- 1498年 - シャルル8世、ヴァロワ朝第7代フランス王（* 1470年）
- 1536年（天文5年3月17日） - 今川氏輝、駿河国の戦国大名（* 1513年）
- 1614年 - エル・グレコ、画家（* 1541年）
- 1638年（寛永15年2月23日） - 島津忠恒、初代薩摩藩主（* 1576年）
- 1648年（慶安元年閏1月21日） - 覚深法親王、江戸時代の皇族（* 1588年）
- 1651年 - レンナート・トルステンソン、スウェーデン陸軍元帥（* 1603年）
- 1719年 - ジャン＝バティスト・ド・ラ・サール、カトリックの聖人（* 1651年）
- 1761年 - トーマス・ベイズ、数学者（* 1702年）
- 1779年 - イレール＝マリン・ルエル（フランス語版）、化学者（* 1718年）
- 1783年 - イグナーツ・ホルツバウアー、作曲家（* 1711年）
- 1789年 - ペトルス・カンパー、医学者、博物学者（* 1722年）
- 1789年 - アブデュルハミト1世、オスマン帝国第27代スルタン（* 1725年）
- 1803年 - トゥーサン・ルーヴェルチュール、ハイチの独立運動指導者（* 1743年）
- 1823年 - ジャック・シャルル、物理学者（* 1746年）
- 1833年 - ジャック・レアチュー、画家（* 1760年）
- 1836年 - ウィリアム・ゴドウィン、政治評論家（* 1756年）
- 1845年 - ジュリー・クラリー、ジョゼフ・ボナパルトの妻（* 1771年）
- 1850年（嘉永3年2月25日） - 黒住宗忠、黒住教の開祖（* 1780年）
- 1858年 - アントニオ・ディアベリ、作曲家（* 1781年）
- 1868年（慶応4年3月15日） - 川路聖謨、江戸幕府勘定奉行、外国奉行（* 1801年）
- 1891年 - P・T・バーナム、興行師（* 1810年）
- 1898年 - ヨハン・ゲオルク・ノエル・ドラゲンドルフ（英語版）、薬剤師、化学者、ドラーゲンドルフ試薬名称由来者（* 1836年）
- 1900年 - フレデリック・エドウィン・チャーチ、画家（* 1826年）
- 1908年 - 栽仁王、皇族（* 1887年）
- 1916年 - 松尾臣善、大蔵官僚、第6代日本銀行総裁（* 1843年）
- 1925年 - ティーホン、モスクワ総主教（* 1865年）
- 1926年 - 穂積陳重、法学者、英吉利法律学校（現中央大学）の創立者の一人（* 1855年）
- 1926年 - 尾崎放哉、俳人（* 1885年）
- 1928年 - アレクサンドル・ボグダーノフ、内科医、哲学者（* 1873年）
- 1929年 - 上杉慎吉、法学者（* 1878年）
- 1938年 - シュザンヌ・ヴァラドン、画家（* 1865年）
- 1941年 - ラザール・エデレアヌ（英語版）、化学者、アンフェタミン合成者（* 1861年）
- 1945年 - 伊藤整一、海軍大将（* 1890年）
- 1945年 - 有賀幸作、海軍中将（* 1897年）
- 1945年 - 武内俊子、童謡詩人、童謡作詞家、童話作家（* 1905年）
- 1947年 - ヘンリー・フォード、フォード社創設者（* 1863年）
- 1947年 - 直木松太郎、野球スコアブック考案者（* 1888年）
- 1950年 - ウォルター・ヒューストン、俳優（* 1884年）
- 1951年 - 金須嘉之進、正教徒、作曲家（* 1867年）
- 1953年 - 中川芳江、女優（* 1886年）
- 1954年 - 伊東忠太、建築家（* 1867年）
- 1954年 - 来栖三郎、外交官（* 1886年）
- 1955年 - セダ・バラ、女優（* 1885年）
- 1957年 - 羽仁もと子、ジャーナリスト、教育家、自由学園創設者（* 1873年）
- 1961年 - ヴァネッサ・ベル、画家（* 1879年）
- 1961年 - ヘスース・グリーディ、作曲家（* 1886年）
- 1963年 - 岡本天明、宗教家（* 1897年）
- 1965年 - 永井幸次、音楽教育者、大阪音楽学校（現大阪音楽大学）創立者（* 1874年）
- 1968年 - ジム・クラーク、レーシングドライバー（* 1936年）
- 1972年 - 三橋鷹女、俳人（* 1899年）
- 1977年 - 和歌森太郎、歴史学者、東京教育大学名誉教授（* 1915年）
- 1982年 - 田岡典夫、小説家（* 1908年）
- 1985年 - カール・シュミット、法学者（* 1888年）
- 1986年 - レオニート・カントロヴィチ、経済学者（* 1912年）
- 1986年 - 萩原光、レーサー（* 1956年）
- 1988年 - ツェザール・ブレスゲン、作曲家（* 1913年）
- 1989年 - 松岡政保、実業家、政治家（* 1897年）
- 1990年 - 毛利公子、ミュージシャン（元Sugar）（* 1960年）
- 1992年 - 寺本広作、政治家、官僚、元熊本県知事（* 1907年）
- 1993年 - 木内信蔵、地理学者、東京大学名誉教授（* 1910年）
- 1994年 - シグムント・ルート、元スキージャンプ選手（* 1907年）
- 1997年 - 湯木貞一、板前、吉兆創業者（* 1901年）
- 1997年 - 田中友幸、映画プロデューサー（* 1910年）
- 1997年 - 竹中正一郎、元陸上競技選手、指導者（* 1912年）
- 2000年 - 南将之、バレーボール選手、監督（* 1941年）
- 2001年 - 並木路子、歌手（* 1921年）
- 2001年 - 馬場のぼる、絵本作家、漫画家（* 1927年）
- 2001年 - 津田幸於、映画評論家、脚本家（* 1920年）
- 2002年 - 菊池章子、歌手（* 1924年）
- 2002年 - ジョン・エイガー、俳優（* 1921年）
- 2003年 - 山内雅人、俳優、声優（* 1929年）
- 2004年 - 芦屋雁之助、俳優、脚本家、演出家（* 1931年）
- 2005年 - 中山大三郎、作曲家、作詞家（* 1941年）
- 2005年 - 横山浩一、考古学者、九州大学名誉教授（* 1926年）
- 2007年 - 三島瑞穂、作家、軍人（* 1938年）
- 2008年 - 市川正一、政治家（* 1923年）
- 2008年 - 江頭邦雄、実業家、元味の素株式会社会長（* 1937年）
- 2008年 - 原田勝正、歴史学者、和光大学名誉教授（* 1930年）
- 2008年 - フィル・アーソ、ジャズ・テナー・サクソフォーン奏者（* 1925年）
- 2009年 - 佐藤尚子、教育学者（* 1943年）
- 2009年 - ジョビー・ダイカ、自転車競技選手（* 1981年）
- 2009年 - デイヴ・アーネソン、ゲームデザイナー（* 1947年）
- 2010年 - 木村拓也、元プロ野球選手（* 1972年）
- 2010年 - ジョージ・ニッセン、元体操選手、トランポリン考案者（* 1914年)
- 2011年 - 岸田衿子、詩人・童話作家（* 1929年）
- 2012年 - 郭茂林、建築家（* 1920年）
- 2012年 - 山田雄一、教育者、元明治大学学長（* 1930年）
- 2012年 - 三戸サツヱ、教育者、霊長類研究家（* 1914年）
- 2012年 - 雷門小福、落語家（* 1934年）
- 2012年 - マイク・ウォレス、ジャーナリスト（* 1918年）
- 2013年 - 前田勝之助、実業家、東レ名誉会長（* 1931年）
- 2014年 - ピーチーズ・ゲルドフ、司会者（* 1989年）
- 2015年 - 和田淑弘、実業家、元マツダ社長（* 1931年）
- 2015年 - 高山剛、実業家、元大同特殊鋼社長（* 1936年）
- 2015年 - カルダム・サクスコブルクゴツキ、旧ブルガリア王族（* 1962年）
- 2015年 - ジェフリー・ルイス、俳優（* 1935年）
- 2016年 - 塙治夫、外交官、翻訳家（* 1931年）
- 2016年 - 菅沼晃、仏教学者、元東洋大学学長（* 1934年）
- 2016年 - ブラックジャック・マリガン、プロレスラー（* 1942年）
- 2017年 - 田中東雨、書家（* 1931年）
- 2017年 - 松山祐士、作曲家、編曲家（* 1937年 or 1938年）
- 2017年 - 高實康稔、フランス文学者、長崎大学名誉教授（* 1939年）
- 2017年 - 角屋堅次郎、政治家（* 1917年）
- 2017年 - ティム・ピゴット＝スミス、俳優（* 1946年）
- 2018年 - 加藤廣、小説家（* 1930年）
- 2018年 - 磯浦康二、アナウンサー（* 1932年）
- 2019年 - 趙亮鎬、実業家、韓進グループ会長（* 1949年）
- 2019年 - シーモア・カッセル、俳優（* 1935年）
- 2019年 - マヤ＝レシア・ネイラー、女優（* 2002年）
- 2020年 - 倉田寛之、政治家、元自治大臣・国家公安委員長（* 1938年）
- 2020年 - 荘司美代子、女優、声優（* 1936年）
- 2020年 - 近藤忠夫[9]、実業家、元日本触媒社長（* 1944年）
- 2020年 - アイリーン・ヒラノ・イノウエ、NPO理事、元米日カウンシル会長、元全米日系人博物館館長（* 1948年）
- 2020年 - アレン・ガーフィールド、俳優（* 1939年）
- 2020年 - ドナト・サビア、元陸上競技選手（* 1963年）
- 2021年 - 香川征、医師、元徳島大学学長（* 1944年）
- 2022年 - 佐々木満、官僚、政治家、元総務庁長官（* 1926年）
- 2022年 - 龍田節、法学者、京都大学名誉教授（* 1933年）
- 2022年 - ひろさちや、宗教評論家、仏教思想家（* 1936年）
- 2022年 - 中川イサト、ギタリスト、シンガーソングライター（五つの赤い風船）（* 1947年）
- 2022年 - ミゲル・アンヘル・エストレージャ、ピアニスト、元ユネスコ親善大使（* 1940年）
- 2024年 - 頼實正弘、化学工学者、広島大学名誉教授（* 1919年）
- 2024年 - クラレンス・"フロッグマン"・ヘンリー、歌手（* 1937年）
- 2024年 - ジェリー・グロート、元プロ野球選手（* 1942年）
- 2024年 - 三遊亭若圓歌、落語家（* 1946年）
- 2024年 - ジョー・キニアー、プロサッカー選手、指導者（* 1946年）
- 2024年 - パット・ヘネン、オートバイレーサー、アメリカ人初のロードレース世界選手権優勝者（* 1953年）
- 2024年 - リッキー・パーキー、プロボクサー、第3代IBF世界クルーザー級王者（* 1956年）
- 2024年 - 亀川千代、ベーシスト（ゆらゆら帝国）（* 1969年）

## 記念日・年中行事

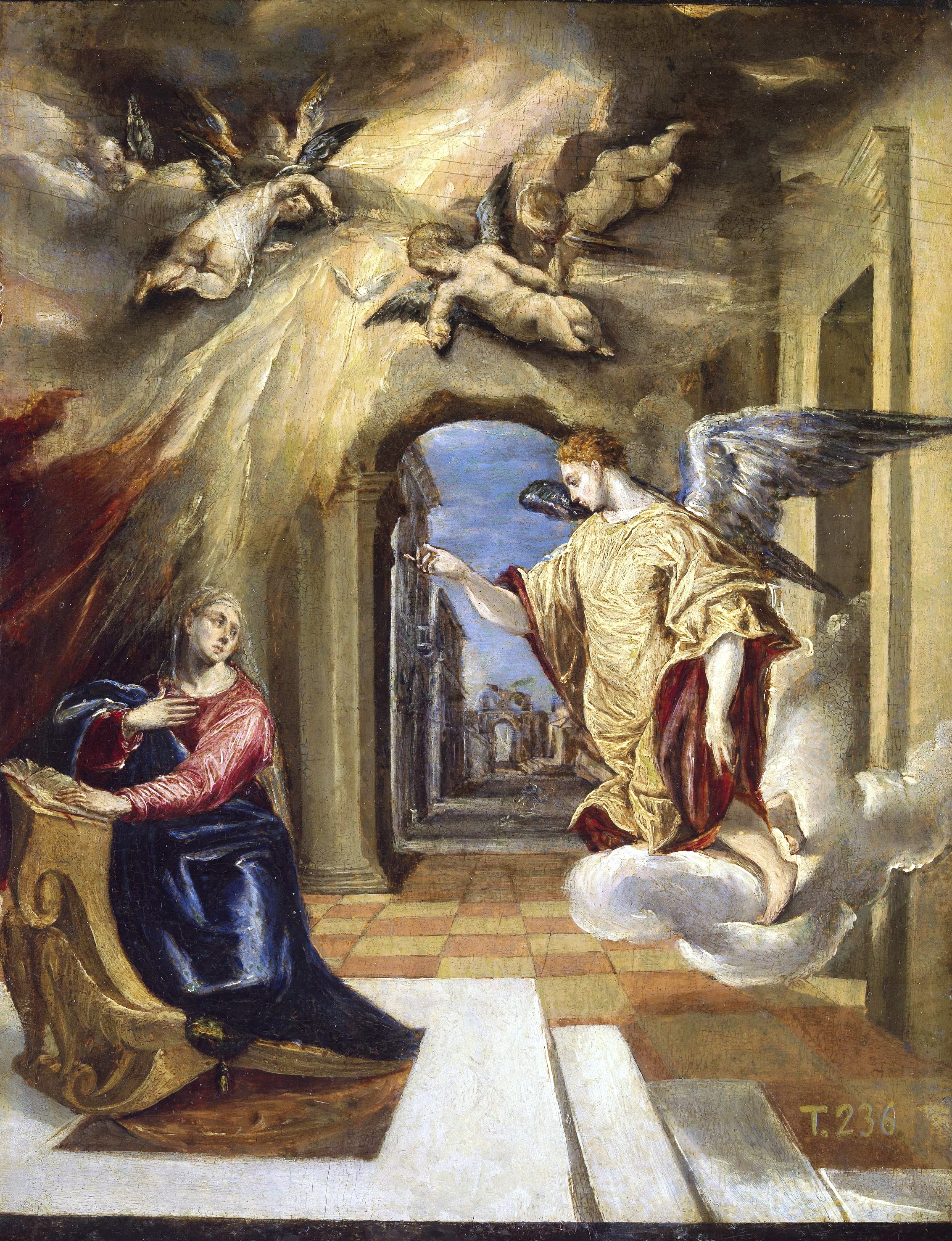
正教会の生神女福音祭。画像はエル・グレコ『受胎告知』(1570-1575)。（グレコは4月7日が忌日）

- 世界保健デー（ 世界）
1948年4月7日に世界保健機関 (WHO) が設立されたことを記念し、同機関が1949年に制定。国際デーの一つ。
- 1994年のルワンダにおけるジェノサイドを考える国際デー（ 世界）
前日のハビャリマナとンタリャミラ両大統領暗殺事件をきっかけに、1994年のこの日からルワンダ虐殺が起ったことによる。
- 生神女福音祭（東方正教会）
十二大祭のひとつ。
- タイヤケージの日（ 日本）
タイヤ圧力の重要性と、正確なタイヤケージの使用をPRするため、旭産業株式会社が制定。日付は4月8日が「タイヤの日」であり、その前日をタイヤの圧力を計測する日として関心を持ってもらうため[10]。
- スーチーパイの日（ 日本）
ジャレコの美少女対戦麻雀ゲーム『アイドル雀士スーチーパイ』シリーズの記念日。中国読みの“四”（sì＝スー）と“七”（qī＝チー）から。2007年に日本記念日協会に認定された[11]。
- 労務管理の日（ 日本）
労務管理認定サービス業の労務管理OK株式会社が制定。1947年4月7日の労働基準法公布に由来。
- 農林水産省創立記念日（ 日本）
1881年4月7日に農林水産省の前身である農商務省が設置されたことから。